# Olympische Sommerspiele 2012/Teilnehmer (Serbien)
| Gelbes Symbol für Goldmedaillen mit stilisierten Olympischen Ringen | Graues Symbol für Silbermedaillen mit stilisierten Olympischen Ringen | Braundes Symbol für Bronzemedaillen mit stilisierten Olympischen Ringen |
| ------------------------------------------------------------------- | --------------------------------------------------------------------- | ----------------------------------------------------------------------- |
| 1                                                                   | 1                                                                     | 2                                                                       |

Serbien nahm an den Olympischen Sommerspielen 2012 in der britischen Hauptstadt London mit 115 vom Olympischen Komitee Serbiens nominierten Athleten in 15 Sportarten teil.
Seit 1912 und 2008 war es die dritte Teilnahme Serbiens bei Olympischen Sommerspielen.
Fahnenträger bei der Eröffnungsfeier war der Tennisspieler Novak Đoković.

## Medaillen
Mit einer gewonnenen Gold-, einer Silber- und zwei Bronzemedaillen belegte das serbische Team Rang 43 im Medaillenspiegel.
| Ergebnis | Name             | Sportart      | Disziplin                                    | Datum      |
| -------- | ---------------- | ------------- | -------------------------------------------- | ---------- |
| Gold     | Milica Mandić    | Taekwondo     | Frauen über 67 kg                            | 11. August |
| Silber   | Ivana Maksimović | Sportschießen | Kleinkaliber über 50 m im Dreistellungskampf | 4. August  |
| Bronze   | Andrija Zlatić   | Sportschießen | Luftpistole über 10 m                        | 28. Juli   |
| Bronze   | Männermannschaft | Wasserball    | Wasserball                                   | 12. August |

## Teilnehmer nach Sportarten

### Boxen
| Athleten            | Wettbewerb              | 1. Runde      | 1. Runde              | Achtelfinale | Achtelfinale           | Viertelfinale      | Viertelfinale      | Halbfinale         | Halbfinale         | Finale             | Finale             | Rang |
| Athleten            | Wettbewerb              | Gegner        | Ergebnis              | Gegner       | Ergebnis               | Gegner             | Ergebnis           | Gegner             | Ergebnis           | Gegner             | Ergebnis           | Rang |
| ------------------- | ----------------------- | ------------- | --------------------- | ------------ | ---------------------- | ------------------ | ------------------ | ------------------ | ------------------ | ------------------ | ------------------ | ---- |
| Männer              |                         |               |                       |              |                        |                    |                    |                    |                    |                    |                    |      |
| Aleksandar Drenovak | Mittelgewicht bis 75 kg | Marlo Delgado | 13:12 (3:4, 4:2, 6:6) | Adem Kılıççı | 11:20 (2:5, 5:11, 4:4) | nicht qualifiziert | nicht qualifiziert | nicht qualifiziert | nicht qualifiziert | nicht qualifiziert | nicht qualifiziert | 9    |

### Handball
| Wettbewerb    | Männer |
| ------------- | --- |
| Athleten      | Bojan Beljanski Dalibor Čutura Momir Ilić Nikola Manojlović Dragan Marjanac Dobrivoje Marković Ivan Nikčević Rajko Prodanović Momir Rnić Žarko Šešum Darko Stanić Ivan Stanković Alem Toskić Nenad Vučković Marko Vujin |
| Trainer       | |
| Gruppenphase  | Spanien 21:26 (14:10) Kroatien 23:31 (9:13) Dänemark 25:26 (11:13) Südkorea 28:22 (12:10) Ungarn 23:26 (11:9) |
| Viertelfinale | nicht qualifiziert |
| Halbfinale    | nicht qualifiziert |
| Finale        | nicht qualifiziert |
| Platzierung   | – |

### Judo
| Athleten           | Wettbewerb       | 1. Runde      | 1. Runde | Achtelfinale   | Achtelfinale | Viertelfinale      | Viertelfinale      | Hoffnungsrunde Halbfinale | Hoffnungsrunde Halbfinale | Halbfinale         | Halbfinale         | Hoffnungsrunde Finale | Hoffnungsrunde Finale | Finale             | Finale             | Rang |
| Athleten           | Wettbewerb       | Gegner        | Ergebnis | Gegner         | Ergebnis     | Gegner             | Ergebnis           | Gegner                    | Ergebnis                  | Gegner             | Ergebnis           | Gegner                | Ergebnis              | Gegner             | Ergebnis           | Rang |
| ------------------ | ---------------- | ------------- | -------- | -------------- | ------------ | ------------------ | ------------------ | ------------------------- | ------------------------- | ------------------ | ------------------ | --------------------- | --------------------- | ------------------ | ------------------ | ---- |
| Männer             |                  |               |          |                |              |                    |                    |                           |                           |                    |                    |                       |                       |                    |                    |      |
| Dmitri Gerasimenko | Klasse bis 90 kg | Kinapéya Koné | 100:000  | Asley González | 0002:0011    | nicht qualifiziert | nicht qualifiziert | nicht qualifiziert        | nicht qualifiziert        | nicht qualifiziert | nicht qualifiziert | nicht qualifiziert    | nicht qualifiziert    | nicht qualifiziert | nicht qualifiziert | 9    |

### Kanu

#### Kanurennsport
| Athleten                                                    | Wettbewerb | Vorlauf      | Vorlauf | Halbfinale   | Halbfinale | Finale             | Finale             | Rang |
| Athleten                                                    | Wettbewerb | Zeit         | Rang    | Zeit         | Rang       | Zeit               | Rang               | Rang |
| ----------------------------------------------------------- | ---------- | ------------ | ------- | ------------ | ---------- | ------------------ | ------------------ | ---- |
| Frauen                                                      |            |              |         |              |            |                    |                    |      |
| Nikolina Moldovan                                           | K-1 200 m  | 42,383 s     | 3       | 42,394 s     | 4          | 45,064 s           | 3                  | 11   |
| Nikolina Moldovan Olivera Moldovan                          | K-2 500 m  | 1:44,335 min | 3       | 1:43,586 min | 4          | 1:48,941 min       | 8                  | 8    |
| Renata Major-Kubik Antonija Nađ Antonija Panda Marta Tibor  | K-4 500 m  | 1:40,756 min | 5       | 1:33,823 min | 7          | nicht qualifiziert | nicht qualifiziert | –    |
| Männer                                                      |            |              |         |              |            |                    |                    |      |
| Marko Novaković                                             | K-1 200 m  | 35,212 s     | 2       | 36,293 s     | 3          | 37,094 s           | 7                  | 7    |
| Marko Tomićević                                             | K-1 1000 m | 3:30,693 min | 2       | 3:43,589 min | 7          | 3:30,754 min       | 2                  | 10   |
| Aleksandar Aleksić Ervin Holpert Dejan Terzić Milenko Zorić | K-4 1000 m | 3:21,437 min | 5       | 2:56,346 min | 7          | nicht qualifiziert | nicht qualifiziert | –    |

### Leichtathletik
Laufen und Gehen
| Athleten          | Wettbewerb   | Runde 1     | Runde 1 | Halbfinale         | Halbfinale         | Finale             | Finale             | Rang       |
| Athleten          | Wettbewerb   | Zeit        | Rang    | Zeit               | Rang               | Zeit               | Rang               | Rang       |
| ----------------- | ------------ | ----------- | ------- | ------------------ | ------------------ | ------------------ | ------------------ | ---------- |
| Frauen            |              |             |         |                    |                    |                    |                    |            |
| Marina Munćan     | 1500 m       | 4:11,25 min | 11      | nicht qualifiziert | nicht qualifiziert | nicht qualifiziert | nicht qualifiziert | 21         |
| Olivera Jevtić    | Marathon     | –           | –       | –                  | –                  | aufgegeben         | aufgegeben         | aufgegeben |
| Ana Subotić       | Marathon     | –           | –       | –                  | –                  | 2:38:22 h          | 71                 | 71         |
| Männer            |              |             |         |                    |                    |                    |                    |            |
| Darko Živanović   | Marathon     | –           | –       | –                  | –                  | aufgegeben         | aufgegeben         | aufgegeben |
| Emir Bekrić       | 400 m Hürden | 49,21 s     | 2       | 49,62 s            | 4                  | nicht qualifiziert | nicht qualifiziert | 14         |
| Predrag Filipović | 20-km-Gehen  | –           | –       | –                  | –                  | 1:27:22 h          | 48                 | 48         |
| Nenad Filipović   | 50-km-Gehen  | –           | –       | –                  | –                  | aufgegeben         | aufgegeben         | aufgegeben |

Springen und Werfen
| Athleten          | Wettbewerb  | Qualifikation         | Qualifikation         | Finale             | Finale             | Rang |
| Athleten          | Wettbewerb  | Weite/Höhe            | Rang                  | Weite/Höhe         | Rang               | Rang |
| ----------------- | ----------- | --------------------- | --------------------- | ------------------ | ------------------ | ---- |
| Frauen            |             |                       |                       |                    |                    |      |
| Ivana Španović    | Weitsprung  | 6,41 m                | 11                    | 6,35 m             | 11                 | 11   |
| Biljana Topić     | Dreisprung  | 13,66 m               | 25                    | nicht qualifiziert | nicht qualifiziert | 25   |
| Dragana Tomašević | Diskuswurf  | 60,53 m               | 19                    | nicht qualifiziert | nicht qualifiziert | 19   |
| Tatjana Jelača    | Speerwurf   | 57,09 m               | 26                    | nicht qualifiziert | nicht qualifiziert | 26   |
| Männer            |             |                       |                       |                    |                    |      |
| Dragutin Topić    | Hochsprung  | kein gültiger Versuch | kein gültiger Versuch | nicht qualifiziert | nicht qualifiziert | –    |
| Asmir Kolašinac   | Kugelstoßen | 20,44 m               | 8                     | 20,71 m            | 7                  | 7    |

 Mehrkampf 
| Athleten     | 100 m    | 100 m | Weitsprung | Weitsprung | Kugelstoßen | Kugelstoßen | Hochsprung | Hochsprung | 400 m            | 400 m            | 110 m Hürden | 110 m Hürden | Diskuswurf | Diskuswurf | Stabhochsprung | Stabhochsprung | Speerwurf | Speerwurf | 1500 m     | 1500 m | Punkte | Rang |
| Athleten     | Zeit (s) | Pkte. | Weite (m)  | Pkte.      | Weite (m)   | Pkte.       | Höhe (m)   | Pkte.      | Zeit (s)         | Pkte.            | Zeit (s)     | Pkte.        | Weite (m)  | Pkte.      | Höhe (m)       | Pkte.          | Weite (m) | Pkte.     | Zeit (min) | Pkte.  | Punkte | Rang |
| ------------ | -------- | ----- | ---------- | ---------- | ----------- | ----------- | ---------- | ---------- | ---------------- | ---------------- | ------------ | ------------ | ---------- | ---------- | -------------- | -------------- | --------- | --------- | ---------- | ------ | ------ | ---- |
| Zehnkampf    |          |       |            |            |             |             |            |            |                  |                  |              |              |            |            |                |                |           |           |            |        |        |      |
| Mihail Dudaš | 10,90    | 883   | 7,53       | 942        | 13,76       | 714         | 1,96       | 767        | nicht angetreten | nicht angetreten | –            | –            | –          | –          | –              | –              | –         | –         | –          | –      | –      | –    |

### Radsport

#### Straße
| Athleten    | Wettbewerb    | Zeit                     | Rang                     |
| ----------- | ------------- | ------------------------ | ------------------------ |
| Männer      |               |                          |                          |
| Gabor Kasa  | Straßenrennen | außerhalb des Zeitlimits | außerhalb des Zeitlimits |
| Ivan Stević | Straßenrennen | 5:46,37 min              | 54                       |

### Ringen
| Athleten                         | Wettbewerb       | 1. Runde            | 1. Runde | Achtelfinale       | Achtelfinale       | Viertelfinale      | Viertelfinale      | Halbfinale         | Halbfinale         | Hoffnungsrunde Viertelfinale | Hoffnungsrunde Viertelfinale | Hoffnungsrunde Halbfinale | Hoffnungsrunde Halbfinale | Hoffnungsrunde Finale | Hoffnungsrunde Finale | Finale             | Finale             | Rang |
| Athleten                         | Wettbewerb       | Gegner              | Ergebnis | Gegner             | Ergebnis           | Gegner             | Ergebnis           | Gegner             | Ergebnis           | Gegner                       | Ergebnis                     | Gegner                    | Ergebnis                  | Gegner                | Ergebnis              | Gegner             | Ergebnis           | Rang |
| -------------------------------- | ---------------- | ------------------- | -------- | ------------------ | ------------------ | ------------------ | ------------------ | ------------------ | ------------------ | ---------------------------- | ---------------------------- | ------------------------- | ------------------------- | --------------------- | --------------------- | ------------------ | ------------------ | ---- |
| griechisch-römischer Stil Männer |                  |                     |          |                    |                    |                    |                    |                    |                    |                              |                              |                           |                           |                       |                       |                    |                    |      |
| Aleksandar Maksimović            | Klasse bis 66 kg | Darchan Bajachmetow | 0:3      | nicht qualifiziert | nicht qualifiziert | nicht qualifiziert | nicht qualifiziert | nicht qualifiziert | nicht qualifiziert | nicht qualifiziert           | nicht qualifiziert           | nicht qualifiziert        | nicht qualifiziert        | nicht qualifiziert    | nicht qualifiziert    | nicht qualifiziert | nicht qualifiziert | 16   |

### Rudern
| Athleten                                            | Wettbewerb             | Vorlauf    | Vorlauf | Vorlauf       | Hoffnungslauf | Hoffnungslauf | Hoffnungslauf  | Viertelfinale | Viertelfinale | Viertelfinale | Halbfinale | Halbfinale | Halbfinale    | Finale           | Finale           | Rang |
| Athleten                                            | Wettbewerb             | Zeit [min] | Rang    | Qualifikation | Zeit [min]    | Rang          | Qualifikation  | Zeit [min]    | Rang          | Qualifikation | Zeit [min] | Rang       | Qualifikation | Zeit [min]       | Rang             | Rang |
| --------------------------------------------------- | ---------------------- | ---------- | ------- | ------------- | ------------- | ------------- | -------------- | ------------- | ------------- | ------------- | ---------- | ---------- | ------------- | ---------------- | ---------------- | ---- |
| Männer                                              |                        |            |         |               |               |               |                |               |               |               |            |            |               |                  |                  |      |
| Nenad Beđik Nikola Stojić                           | Zweier ohne Steuermann | 6:23,87    | 4       | Hoffnungslauf | 6:26,61       | 2             | Halbfinale A/B | –             | –             | –             | 7:07,78    | 6          | Finale B      | nicht angetreten | nicht angetreten | 12   |
| Miloš Vasić Radoje Đerić Miljan Vuković Goran Jagar | Vierer ohne Steuermann | 5:53,35    | 5       | Hoffnungslauf | 6:01,97       | 1             | Halbfinale A/B | –             | –             | –             | 6:07,41    | 6          | Finale B      | 6:11,94          | 4                | 10   |

### Schießen
| Athleten            | Wettbewerb                            | Qualifikation   | Qualifikation | Finale          | Finale | Ringe/ Scheiben | Rang   |
| Athleten            | Wettbewerb                            | Ringe/ Scheiben | Rang          | Ringe/ Scheiben | Rang   | Ringe/ Scheiben | Rang   |
| ------------------- | ------------------------------------- | --------------- | ------------- | --------------- | ------ | --------------- | ------ |
| Frauen              |                                       |                 |               |                 |        |                 |        |
| Zorana Arunović     | Luftpistole 10 m                      | 385             | 5             | 98,5            | 7      | 483,5           | 7      |
| Bobana Veličković   | Luftpistole 10 m                      | 379             | 22            | –               | –      | 379             | 22     |
| Zorana Arunović     | Sportpistole 25 m                     | 583             | 8             | 204,3           | 4      | 787,3           | 4      |
| Jasna Šekarić       | Sportpistole 25 m                     | 579             | 18            | –               | –      | 579             | 18     |
| Andrea Arsović      | Luftgewehr 10 m                       | 395             | 15            | –               | –      | 395             | 15     |
| Ivana Maksimović    | Luftgewehr 10 m                       | 392             | 37            | –               | –      | 392             | 37     |
| Andrea Arsović      | Kleinkaliber Dreistellungskampf       | 577             | 22            | –               | –      | 577             | 22     |
| Ivana Maksimović    | Kleinkaliber Dreistellungskampf       | 590             | 2             | 97,5            | 2      | 687,5           | Silber |
| Männer              |                                       |                 |               |                 |        |                 |        |
| Damir Mikec         | Luftpistole 10 m                      | 578             | 17            | –               | –      | 578             | 17     |
| Andrija Zlatić      | Luftpistole 10 m                      | 585             | 3             | 100,2           | 3      | 685,2           | Bronze |
| Damir Mikec         | Freie Pistole 50 m                    | 564             | 16            | –               | –      | 564             | 16     |
| Andrija Zlatić      | Freie Pistole 50 m                    | 564             | 3             | 100,2           | 3      | 91,9            | 6      |
| Nemanja Mirosavljev | Luftgewehr 10 m                       | 591             | 30            | –               | –      | 591             | 30     |
| Nemanja Mirosavljev | Kleinkalibergewehr liegend            | 595             | 10            | –               | –      | 595             | 10     |
| Nemanja Mirosavljev | Kleinkalibergewehr Dreistellungskampf | 1162            | 23            | –               | –      | 1162            | 23     |

### Schwimmen
| Athleten                                                        | Wettbewerb                | Vorlauf     | Vorlauf | Halbfinale         | Halbfinale         | Finale             | Finale             | Rang |
| Athleten                                                        | Wettbewerb                | Zeit        | Rang    | Zeit               | Rang               | Zeit               | Rang               | Rang |
| --------------------------------------------------------------- | ------------------------- | ----------- | ------- | ------------------ | ------------------ | ------------------ | ------------------ | ---- |
| Frauen                                                          |                           |             |         |                    |                    |                    |                    |      |
| Miroslava Najdanovski                                           | 50 m Freistil             | 26,46 s     | 42      | nicht qualifiziert | nicht qualifiziert | nicht qualifiziert | nicht qualifiziert | 42   |
| Miroslava Najdanovski                                           | 100 m Freistil            | 57,45 s     | 35      | nicht qualifiziert | nicht qualifiziert | nicht qualifiziert | nicht qualifiziert | 35   |
| Nađa Higl                                                       | 200 m Brust               | 2:28,38 min | 25      | nicht qualifiziert | nicht qualifiziert | nicht qualifiziert | nicht qualifiziert | 25   |
| Männer                                                          |                           |             |         |                    |                    |                    |                    |      |
| Radovan Siljevski                                               | 200 m Freistil            | 1:51,40 min | 32      | nicht qualifiziert | nicht qualifiziert | nicht qualifiziert | nicht qualifiziert | 32   |
| Đorđe Marković                                                  | 400 m Freistil            | 3:55,35 min | 22      | –                  | –                  | nicht qualifiziert | nicht qualifiziert | 22   |
| Milorad Čavić                                                   | 100 m Schmetterling       | 51,90 s     | 5       | 51,66 s            | 4                  | 51,81 s            | 4                  |      |
| Ivan Lenđer                                                     | 100 m Schmetterling       | 52,40 s     | 18      | nicht qualifiziert | nicht qualifiziert | nicht qualifiziert | nicht qualifiziert | 18   |
| Velimir Stjepanović                                             | 200 m Schmetterling       | 1:54,99 min | 3       | 1:55,13 min        | 8                  | 1:55,07 min        | 6                  |      |
| Čaba Silađi                                                     | 100 m Brust               | 1:01,95 min | 31      | nicht qualifiziert | nicht qualifiziert | nicht qualifiziert | nicht qualifiziert | 31   |
| Milorad Čavić Ivan Lenđer Radovan Siljevski Velimir Stjepanović | 4 × 100-m-Freistilstaffel | 3:18,79 min | 13      | –                  | –                  | nicht qualifiziert | nicht qualifiziert | 13   |

### Taekwondo
| Athleten         | Wettbewerb                 | Achtelfinale     | Achtelfinale | Viertelfinale      | Viertelfinale      | Halbfinale                | Halbfinale         | Hoffnungsrunde Halbfinale | Hoffnungsrunde Halbfinale | Hoffnungsrunde Finale | Hoffnungsrunde Finale | Finale               | Finale             | Rang |
| Athleten         | Wettbewerb                 | Gegner           | Ergebnis     | Gegner             | Ergebnis           | Gegner                    | Ergebnis           | Gegner                    | Ergebnis                  | Gegner                | Ergebnis              | Gegner               | Ergebnis           | Rang |
| ---------------- | -------------------------- | ---------------- | ------------ | ------------------ | ------------------ | ------------------------- | ------------------ | ------------------------- | ------------------------- | --------------------- | --------------------- | -------------------- | ------------------ | ---- |
| Frauen           |                            |                  |              |                    |                    |                           |                    |                           |                           |                       |                       |                      |                    |      |
| Dragana Gladović | Federgewicht (bis 57 kg)   | Jade Jones       | 1:15         | nicht qualifiziert | nicht qualifiziert | nicht qualifiziert        | nicht qualifiziert | Mayu Hamada               | 2:15                      | nicht qualifiziert    | nicht qualifiziert    | nicht qualifiziert   | nicht qualifiziert | 7    |
| Milica Mandić    | Schwergewicht (über 67 kg) | Talitiga Crawley | 16:2         | María Espinoza     | 6:4                | Anastassija Baryschnikowa | 11:3               | –                         | –                         | –                     | –                     | Anne-Caroline Graffe | 9:7                | Gold |
| Männer           |                            |                  |              |                    |                    |                           |                    |                           |                           |                       |                       |                      |                    |      |
| Damir Fejzić     | Federgewicht (bis 68 kg)   | Peter López      | 5:3          | Martin Stamper     | 3:8                | nicht qualifiziert        | nicht qualifiziert | nicht qualifiziert        | nicht qualifiziert        | nicht qualifiziert    | nicht qualifiziert    | nicht qualifiziert   | nicht qualifiziert | 9    |

### Tennis
| Athleten                        | Wettbewerb | 1. Runde                         | 1. Runde       | 2. Runde                     | 2. Runde           | Achtelfinale       | Achtelfinale       | Viertelfinale                    | Viertelfinale      | Halbfinale         | Halbfinale         | Finale                | Finale             | Rang |
| Athleten                        | Wettbewerb | Gegner                           | Ergebnis       | Gegner                       | Ergebnis           | Gegner             | Ergebnis           | Gegner                           | Ergebnis           | Gegner             | Ergebnis           | Gegner                | Ergebnis           | Rang |
| ------------------------------- | ---------- | -------------------------------- | -------------- | ---------------------------- | ------------------ | ------------------ | ------------------ | -------------------------------- | ------------------ | ------------------ | ------------------ | --------------------- | ------------------ | ---- |
| Frauen                          |            |                                  |                |                              |                    |                    |                    |                                  |                    |                    |                    |                       |                    |      |
| Ana Ivanović                    | Einzel     | Christina McHale                 | 6:4, 7:5       | Elena Baltacha               | 6:4, 7:65          | Kim Clijsters      | 3:6, 4:6           | nicht qualifiziert               | nicht qualifiziert | nicht qualifiziert | nicht qualifiziert | nicht qualifiziert    | nicht qualifiziert | –    |
| Jelena Janković                 | Einzel     | Serena Williams                  | 3:6, 1:6       | nicht qualifiziert           | nicht qualifiziert | nicht qualifiziert | nicht qualifiziert | nicht qualifiziert               | nicht qualifiziert | nicht qualifiziert | nicht qualifiziert | nicht qualifiziert    | nicht qualifiziert | –    |
| Männer                          |            |                                  |                |                              |                    |                    |                    |                                  |                    |                    |                    |                       |                    |      |
| Novak Đoković                   | Einzel     | Fabio Fognini                    | 6:77, 6:2, 6:2 | Andy Roddick                 | 6:2, 6:1           | Lleyton Hewitt     | 4:6, 7:5, 6:1      | Jo-Wilfried Tsonga               | 6:1, 7:5           | Andy Murray        | 5:7, 5:7           | Juan Martín del Potro | Bronze: 5:7, 4:6   | 4    |
| Janko Tipsarević                | Einzel     | David Nalbandian                 | 6:3, 6:4       | Philipp Petzschner           | 3:6, 6:3, 6:4      | John Isner         | 5:7, 6:714         | nicht qualifiziert               | nicht qualifiziert | nicht qualifiziert | nicht qualifiziert | nicht qualifiziert    | nicht qualifiziert | –    |
| Viktor Troicki                  | Einzel     | Nicolás Almagro                  | 4:6, 6:73      | nicht qualifiziert           | nicht qualifiziert | nicht qualifiziert | nicht qualifiziert | nicht qualifiziert               | nicht qualifiziert | nicht qualifiziert | nicht qualifiziert | nicht qualifiziert    | nicht qualifiziert | –    |
| Novak Đoković Viktor Troicki    | Doppel     | Johan Brunström Robert Lindstedt | 6:78, 3:6      | nicht qualifiziert           | nicht qualifiziert | –                  | –                  | nicht qualifiziert               | nicht qualifiziert | nicht qualifiziert | nicht qualifiziert | nicht qualifiziert    | nicht qualifiziert | –    |
| Janko Tipsarević Nenad Zimonjić | Doppel     | Martin Kližan Lukáš Lacko        | 6:3, 6:3       | Daniel Nestor Vasek Pospisil | 6:4, 6:75, 11:9    | –                  | –                  | Julien Benneteau Richard Gasquet | 4:6, 6:73          | nicht qualifiziert | nicht qualifiziert | nicht qualifiziert    | nicht qualifiziert | –    |
| Mixed                           |            |                                  |                |                              |                    |                    |                    |                                  |                    |                    |                    |                       |                    |      |
| Ana Ivanović Nenad Zimonjić     | Mixed      | Sania Mirza Leander Paes         | 2:6, 4:6       | –                            | –                  | –                  | –                  | nicht qualifiziert               | nicht qualifiziert | nicht qualifiziert | nicht qualifiziert | nicht qualifiziert    | nicht qualifiziert | –    |

### Tischtennis
| Athleten               | Wettbewerb | 1. Runde          | 1. Runde | 2. Runde           | 2. Runde           | 3. Runde           | 3. Runde           | 4. Runde           | 4. Runde           | Viertelfinale      | Viertelfinale      | Halbfinale         | Halbfinale         | Finale             | Finale             | Rang |
| Athleten               | Wettbewerb | Gegner            | Ergebnis | Gegner             | Ergebnis           | Gegner             | Ergebnis           | Gegner             | Ergebnis           | Gegner             | Ergebnis           | Gegner             | Ergebnis           | Gegner             | Ergebnis           | Rang |
| ---------------------- | ---------- | ----------------- | -------- | ------------------ | ------------------ | ------------------ | ------------------ | ------------------ | ------------------ | ------------------ | ------------------ | ------------------ | ------------------ | ------------------ | ------------------ | ---- |
| Männer                 |            |                   |          |                    |                    |                    |                    |                    |                    |                    |                    |                    |                    |                    |                    |      |
| Marko Jevtović         | Einzel     | Jean-Michel Saive | 1:4      | nicht qualifiziert | nicht qualifiziert | nicht qualifiziert | nicht qualifiziert | nicht qualifiziert | nicht qualifiziert | nicht qualifiziert | nicht qualifiziert | nicht qualifiziert | nicht qualifiziert | nicht qualifiziert | nicht qualifiziert | 49   |
| Aleksandar Karakašević | Einzel     | Freilos           | Freilos  | Dániel Zwickl      | 1:4                | nicht qualifiziert | nicht qualifiziert | nicht qualifiziert | nicht qualifiziert | nicht qualifiziert | nicht qualifiziert | nicht qualifiziert | nicht qualifiziert | nicht qualifiziert | nicht qualifiziert | 33   |

### Volleyball
| Wettbewerb   | Frauen-Turnier |
| ------------ | --- |
| Spielerinnen | Bojana Živković, Brankica Mihajlović, Suzana Ćebić, Ivana Đerisilo, Jelena Blagojević, Jovana Brakočević, Jovana Vesović, Maja Ognjenović, Milena Rašić, Nataša Krsmanović, Sanja Starović und Stefana Veljković |
| Trainer      | |
| Vorrunde     | Vereinigte Staaten 0:3 Tunesien 3:1 Deutschland 2:3 Brasilien 2:3 Russland 0:3 |
| Finalrunde   | nicht qualifiziert |

| Wettbewerb | Männer-Turnier |
| ---------- | --- |
| Spieler    | Aleksandar Atanasijević, Bojan Janić, Dragan Stanković, Marko Podraščanin, Mihajlo Mitić, Milan Rašić, Miloš Nikić, Nikola Kovačević, Nikola Rosić, Saša Starović, Uroš Kovačević und Vlado Petković |
| Trainer    | |
| Vorrunde   | Volksrepublik China 1:3 Südkorea 1:3 Türkei 0:3 Vereinigte Staaten 0:3 Brasilien 0:3 |
| Finalrunde | nicht qualifiziert |

### Wasserball
| Wettbewerb       | Männer |
| ---------------- | --- |
| Spieler          | Aleksa Šaponjić, Andrija Prlainović, Dušan Mandić, Duško Pijetlović, Filip Filipović, Gojko Pijetlović, Milan Aleksić, Nikola Rađen, Slobodan Nikić, Slobodan Soro, Stefan Mitrović, Vanja Udovičić und Živko Gocić |
| Trainer          | Dejan Udovičić |
| Vorrunde         | Ungarn (14:10) Großbritannien (21:7) Montenegro (11:11) USA (11:6) Rumänien (12:4) |
| Viertelfinale    | Australien (11:8) |
| Halbfinale       | Italien (7:9) |
| Spiel um Platz 3 | Montenegro (12:11) |
| Platzierung      | Rang 3 – Bronzemedaille |